# 21369 Gertfinger
21369 Gertfinger (1997 NO4) là một tiểu hành tinh vành đai chính được phát hiện ngày 8 tháng 7 năm 1997 bởi Khảo sát tiểu hành tinh OCA-DLR ở Caussols.